# گورپاتوانت سینگ پانون
گورپاتوانت سینگ پانون یک وکیل  ، فعال ، هندی است. او به دلیل فعالیت در زمینه پشتیبانی از خودمختاری سیک ها در پنجاب مشهور بود. بعد از آن گورپاتوانت مشاور حقوقی و سخنگوی سازمان سیک ها برای عدالت (اس اف جی) بود،  که اهداف آن ترویج اندیشه در ایالت جداگانه سیک ها، خالصتان  می باشد.

## اوایل زندگی و سوابق
پانون در روستای خانکوت در نزدکی امریتسار، پنجاب، هند متولد شد و بعد از آن در همان مکان رشد پیدا کرد. پدر او، ماهیندر سینگ بود، که جزو کارمند های پیشین هیئت بازاریابی کشاورزی ایالت پنجاب  تحت عنوان ( پی اس ام بی) بود.

## مسائل حقوقی
در سال ۲۰۲۰، پانون از طرف حکومت هند به عنوان تروریست مشخص می شود و بعد از آن زمین کشاورزی او بر اساس قسمت آی ۵۱ قانون اقدامات غیرقانونی (پیشگیری) اضافه می شود.  بعدها پانون با ۲۲ پرونده جنایی، همچون ۳ مورد فتنه، در پنجاب، هند روبرو می باشد. بعد از آن در اکتبر ۲۰۲۲، اینترپل درخواست دوم هند برای صدور یک اخطاریه گوشه قرمز درخصوص اتهامات تروریستی برضد گورپاتوانت سینگ پانون را با استناد به اطلاعات لازم رد می نماید.